# Katherine Heigl
Katherine Marie Heigl (Washington, 24 november 1978) is een Amerikaans televisie- en filmactrice. Voor haar bijrol in de ziekenhuisserie Grey's Anatomy won ze in 2007 een Emmy Award en werd ze zowel in 2007 als 2008 genomineerd voor een Golden Globe. Voor haar rol in de filmkomedie Knocked Up werd ze genomineerd voor onder meer een Satellite Award en een Empire Award.

## Biografie
Heigl leefde in Virginia en Denver voordat ze zich vestigde in Connecticut. De Heigl-familie verhuisde naar een grote boerderij in oud-victoriaanse stijl in de rijke stad New Canaan. Daar woonde Heigl het grootste gedeelte van haar jeugd.
In 1986 overleed Heigls oudere broer aan verwondingen ten gevolge van een auto-ongeluk. De familie doneerde zijn organen. Dit zorgde ervoor dat Heigl een groot voorstander is van orgaandonatie.
Een jaar later, toen Heigl negen jaar was, maakte haar tante een paar foto's van haar. Nadat ze terugkeerde naar haar thuis in New York, zond de tante de foto's naar verscheidene modellenbureaus, met de toestemming van haar ouders. Binnen een paar weken werd Heigl aangenomen als kindermodel.
Heighl trouwde op 23 december 2007. Het paar adopteerde in 2009 een baby uit Korea. In 2012 adopteerde het stel een tweede kind, ditmaal een meisje uit de Verenigde Staten. Het paar kreeg in december 2016 hun derde kind, een zoon.

## Filmografie
- Bibsys: 8056116
- Biblioteca Nacional de España: XX1288415
- Bibliothèque nationale de France: cb14027066r (data)
- Catàleg d'autoritats de noms i títols de Catalunya: 981058516477606706
- CiNii: DA16304354
- Gemeinsame Normdatei: 135585651
- International Standard Name Identifier: 0000 0001 2140 3915
- Library of Congress Control Number: no96006460
- MusicBrainz: 2411f513-9343-4a50-adf3-cb29d94dd8c6
- Nationale Bibliotheek van Tsjechië: xx0085262
- Nationale bibliotheek van Australië: 41278344
- Nationale Bibliotheek van Israël: 987007372179905171
- Nationale Bibliotheek van Polen: a0000001908419
- Nederlandse Thesaurus van Auteursnamen: 30669431X
- SNAC: w66n0mxs
- Système universitaire de documentation: 126005575
- Trove: 1453992
- Virtual International Authority File: 76514218
- WorldCat: E39PBJjRTPpD4X846P9Mc6cgKd